# Собачий табір

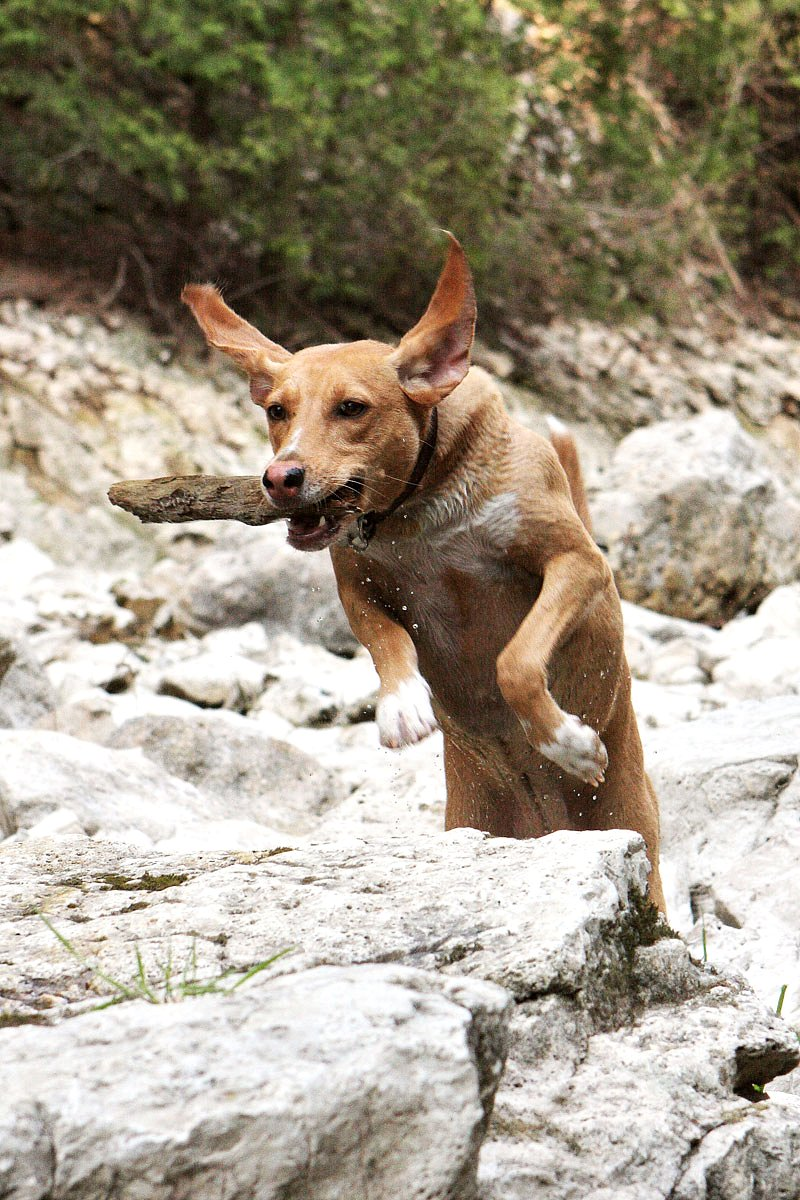
Собачі табори — місця, де проводяться різні вправи та ігри

Собачий табір — це альтернатива традиційному інтернату, відомому як притулок (розплідник). Такі табори є відносно недавнім явищем, яке з'явилося в окремих районах США, Канади та Британії, і є відповіддю на зростаюче усвідомлення того, що в публічних місцях виділяється все менше й менше місця для вигулювання собак без повідків. У той час як традиційні притулки тримають собак в індивідуальних клітках протягом більшої частини їхнього перебування там, у більшості собачих таборів тварини можуть гратися та спілкуватися між собою протягом усього дня, як у приміщенні, так і на вулиці, під наглядом людей. Оскільки собаки — це дуже соціальні тварини, середовище для груп собак, яке пропонують табори, є менш стресовим, ніж притулок. Деякі заходи в собачому таборі включають біг, впіймання м'ячів чи фрісбі, переслідування інших собак, перетягування каната, м'яч з лап (соккер / футбол) та прогулянки.

## Переваги
Переваги для собак та власників собак у собачому таборі:
- Дозволяє собакам бігати вільно. Оскільки в більшості міських та заміських районів собаки повинні знаходитися на вулиці на повідку, собачі табори частково є способом дати тваринам можливість безперешкодно бігати та займатися фізичними вправами.[2]

- Вправи для собак. Один з таких об'єктів площею 40 акрів проводить курси спритності для собак.[3] Деякі табори заохочують тварин до занять спортом, ловлячи фрісбі.[1]

- Досвід спілкування для собак. Табори — це корисне середовище, в якому собаки можуть гратися з собаками інших порід. Однак вони не підходять для тварин, які не є соціалізованими. Також не підходять для спільного перебування в таборі занадто агресивні тварини й представники малих порід й боязкі.
- Зменшення стресу. У звіті USA Today висловлено припущення, що собачі табори — це спосіб допомогти тваринам «перебувати на відстані від стресу міського життя».[2] А перебування в собачому таборі все ж краще, ніж утримання в клітці чи вольєрі, поки господар перебуває у відпустці.
- Взаємодія людини і собаки. За даними Chicago Tribune, табори допомагають задовольнити потребу в «якісному часі для власників собак».[4] Існують спеціально пристосовані приміщення (кабіни або намети), де люди можуть жити зі своїми собаками, перебуваючи в таборі.[3][5]

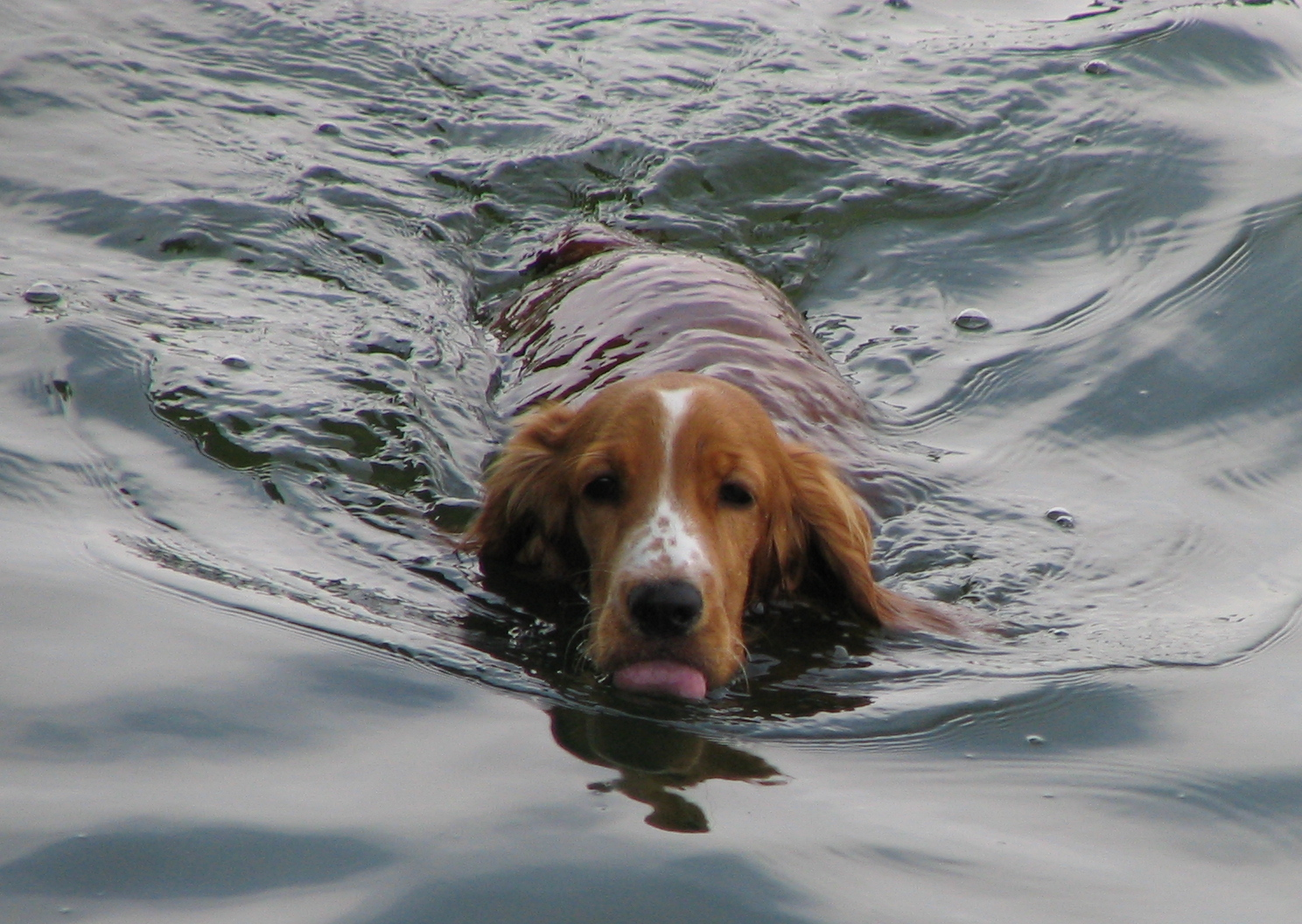
Багато собачих таборів розташовані поблизу водойм для плавання собак

- Навчання собак. Деякі табори пристосовані до навчання собак спеціальній майстерності. Наприклад, один табір на Алясці спеціалізується на підготовці їздових собак, а програма допомагає тваринам навчитися "конкурувати у виснажливій гонці Ідітарод, й довгі ряди притулків виглядають як «міні-іглу».[6] Інший табір допомагає навчити собак рятувальним навичкам, включаючи вміння буксирувати людину, яка тоне, на берег.[1]

- Навчити людей краще працювати з собаками. Табір може бути ідеальним способом навчити собак та людей ефективно співпрацювати. Репортер газети The Guardian виявила, що досвід табору був корисним, оскільки він допоміг навчитися взаємодіяти з собакою.[5] У доповіді в Чикаго Триб'юн було висловлено припущення, що один табір, який видає «значки» для собак, сприяє «формуванню відповідального ставлення людей до собак та вказує на важливість зв'язків „людина і собака“».[1]

- Собаки з особливими потребами. Деякі табори підходять для собак з особливими потребами, наприклад, цуценят із специфічними проблемами, або старших собак, яким може знадобитися медична допомога.

## Недоліки
- Відстань. Оскільки собачі табори зазвичай розміщені в сільській місцевості, іноді дістатися туди з твариною може бути досить важко й незручно.
- Можливість травмування собаки. Деякі власники домашніх тварин віддають перевагу аспекту безпеки притулку, де клітка їхньої собаки відокремлена від усіх інших.
- Хвороби. Існує невеликий ризик захворювань, коли багато собак контактують між собою, на відміну від притулку, в якому кожна тварина перебуває окремо. Однак через те, що собак вакцинують, це рідко викликає занепокоєння.

## Місце проведення

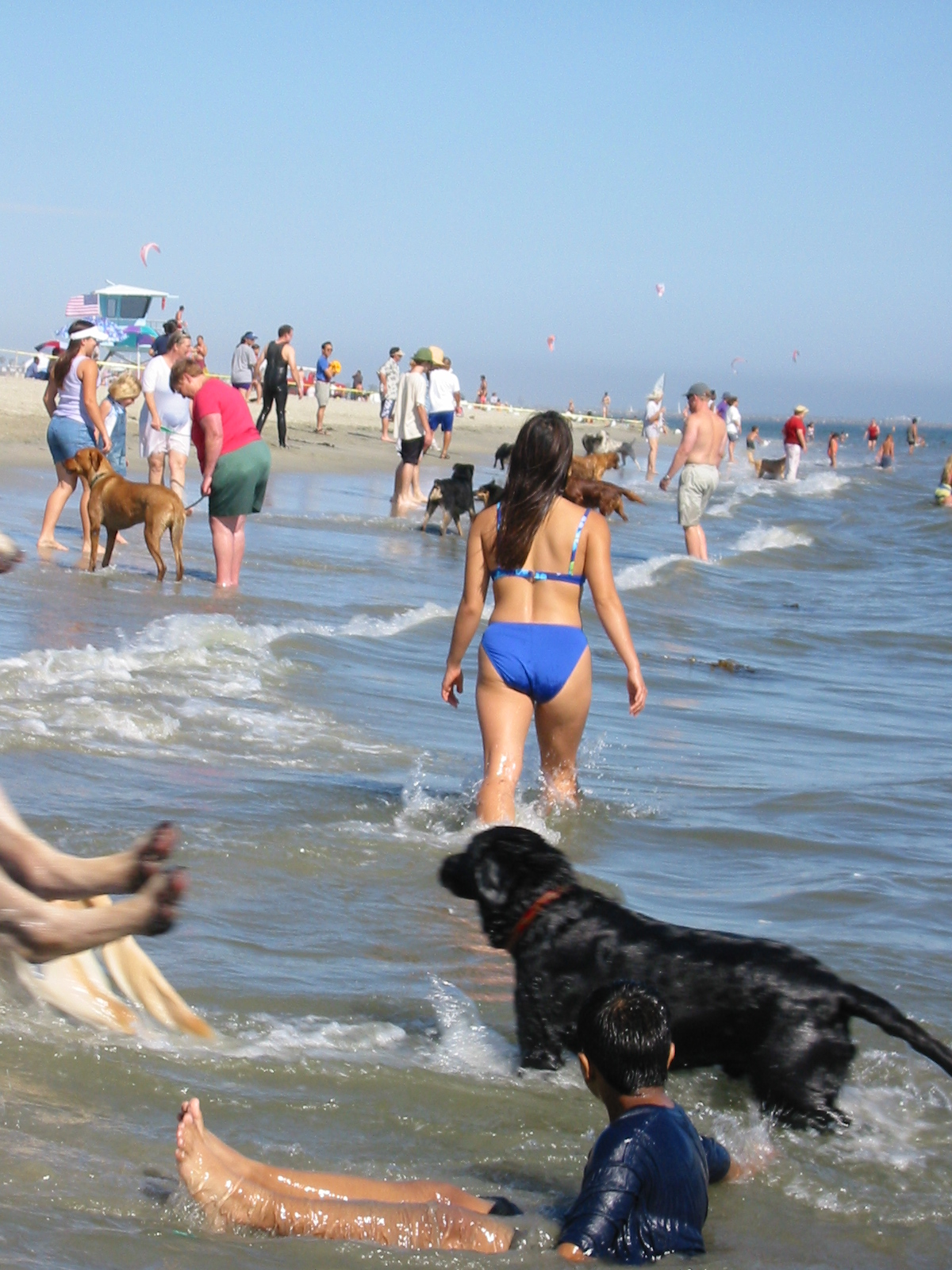
Один з пляжів Каліфорнії оголошено «собачим пляжем», куди люди можуть приводити своїх собак, але на повідках. Однак у собачих таборах вони зазвичай не потрібні.

Табори зазвичай розташовані в сільських районах, таких як Вермонт, або у районах з ділянками лісу, водоймами та на відкритих полях великою площею. Існують табори, у яких потрібне бронювання місць заздалегідь. Зазвичай власник або керівник собачого табору живе в безпосередній близькості від собак.

## Операції
Собачі табори зазвичай обмежують від відвідування потенційних гостей, оскільки зводяться до мінімуму випадки агресії, ризик бійок між собаками та травми тварин або людей.